# キッチナー (オンタリオ州)
キッチナー（英: Kitchener）は、カナダのオンタリオ州南西部の都市。
人口は25万6885人（2021年）。ウォータールーとケンブリッジを含む広域圏では約57万人になる。ウォータールー地域の行政府であり、南にはケンブリッジ、北にはウォータールーが隣接する。キッチナーとウォータールーは双子都市または「K-W」とひとくくりで呼ばれることもある。ケンブリッジまで含め、「トライ・シティーズ（the tri-cities）」とも呼ばれることがある。

## 歴史

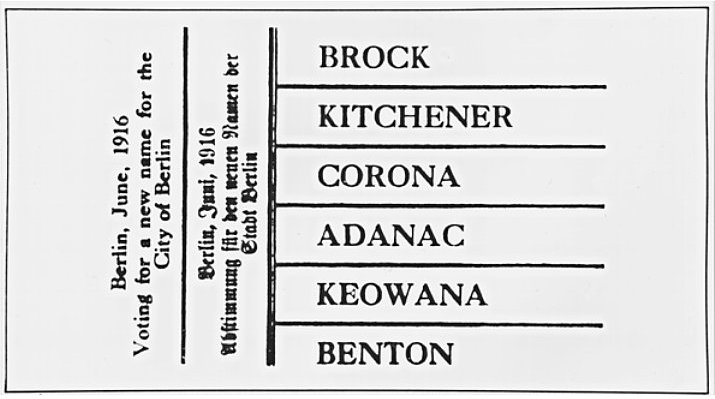
改名住民投票用紙

従来よりドイツ系の移民が多く、1854年から1916年の間はベルリン（Berlin）と呼ばれていた。非ドイツ系移民の急増や第1次世界大戦の勃発に伴う改名論争が起こり、住民投票の結果イギリス陸軍元帥ホレイショ・ハーバート・キッチナーにちなみ1916年にキッチナーと改称した。

## 交通

### 鉄道
- VIA鉄道 - トロントユニオン駅と結ばれている。
- GOトランジット - 2011年にトロントと結ぶ通勤列車のキッチナー線が運行開始した。
- アイオン（LRT路線）

### 公共交通機関
- グランド・リバー交通局（Grand River Transit）：ケンブリッジ交通局とキッチナー交通局の合併会社により、ウォータールー地域内を主にバスが運行されている。

## 文化
- キッチナーではドイツ人移民の伝統から、「オクトーバーフェスト（Oktoberfest）」が盛大に開催される。正式には「Canada's Great Bavarian Festival（カナダの大バヴァリア祭）」と呼ばれ、毎年10月のカナダの感謝祭前の金曜から始まる。ビールとドイツ文化の祭典であり、パレードはカナダ全国ネット放送でテレビ中継される。